# U.S. Route 61
U.S. Route 61 of Highway 61 is een belangrijke snelweg in de Verenigde Staten die zich over 2.300 km uitstrekt tussen New Orleans in Louisiana en de stad Wyoming in Minnesota. De snelweg volgt over het algemeen de loop van de rivier de Mississippi en wordt voor een groot deel van de route de "Great River Road" genoemd. Tot 1991 strekte de snelweg zich noordwaarts uit over wat nu Minnesota State Highway 61 (MN 61) is, via Duluth naar de grens tussen Canada en de VS. grens nabij Grand Portage. Het zuidelijke eindpunt in New Orleans bevindt zich op een kruispunt met US Route 90 (US 90). De route was een belangrijke zuid-noordverbinding in de dagen vóór het snelwegsysteem.
De snelweg wordt vaak de Blues Highway genoemd vanwege zijn lange geschiedenis in de bluesmuziek; een deel van de route ligt aan de Mississippi Blues Trail en wordt aangegeven met markeringen in Vicksburg en Tunica. Het is ook het onderwerp van talloze muziekwerken, en de route inspireerde Bob Dylan tot zijn album Highway 61 Revisited.

## Routebeschrijving

### Louisiana

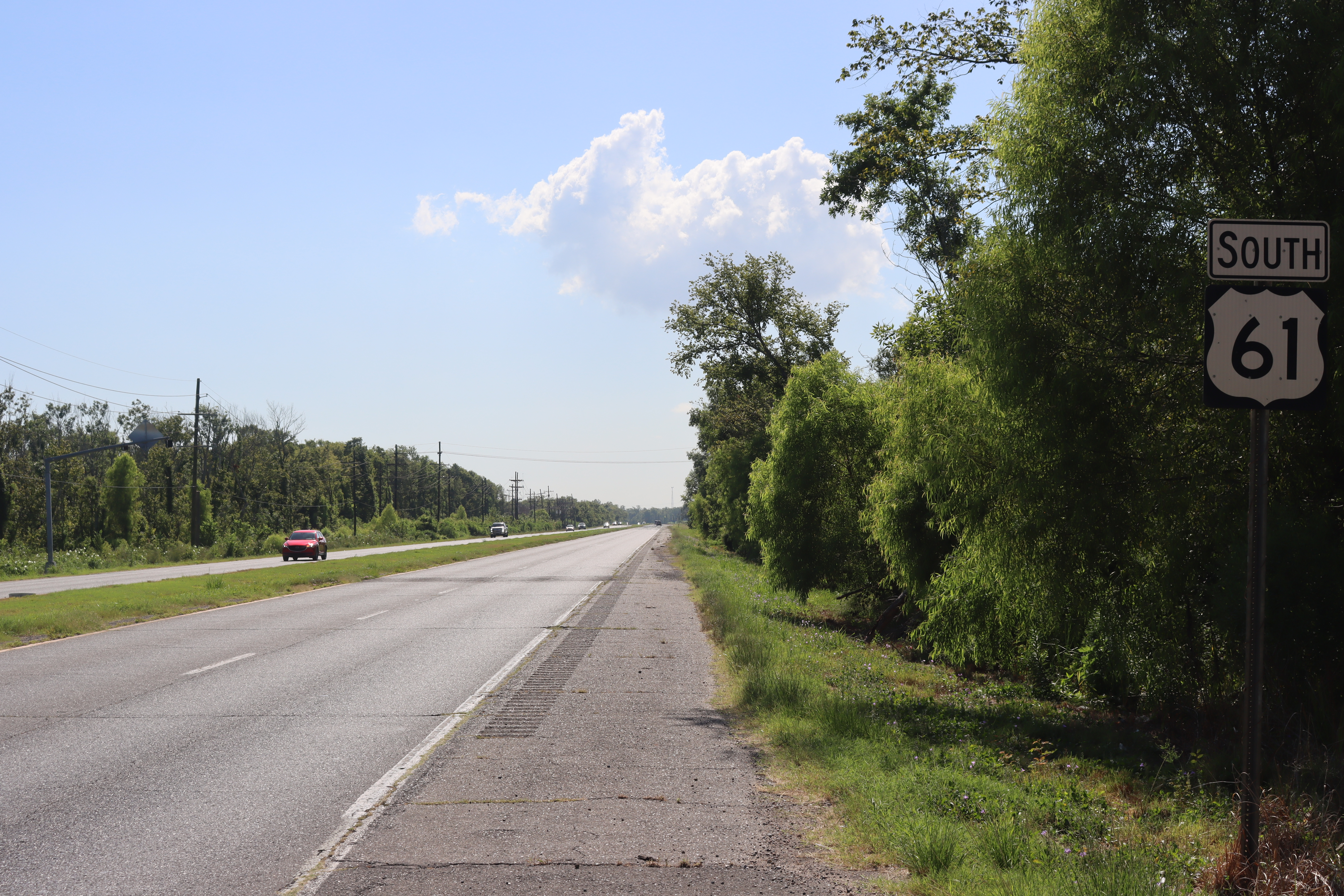
US 61 (Airline Highway) zuidelijke richting bij Gramercy (Louisiana)

De US 61 in Louisiana  heeft vier rijstroken vanaf het zuidelijke eindpunt in New Orleans tot de staatsgrens met Mississippi, waar de snelweg als een vierbaanssnelweg doorgaat naar Natchez.
Het gedeelte van US 61 van New Orleans naar Baton Rouge staat bekend als de Airline Highway. Volgens de legende pleitte de voormalige gouverneur van Louisiana, Huey Long, voor de aanleg van de 'luchtvaartsnelweg' om hem een snelle toegang te verschaffen vanaf het hoofdgebouw in Baton Rouge tot de bars en andere uitgaansgelegenheden in New Orleans.

### Mississippi

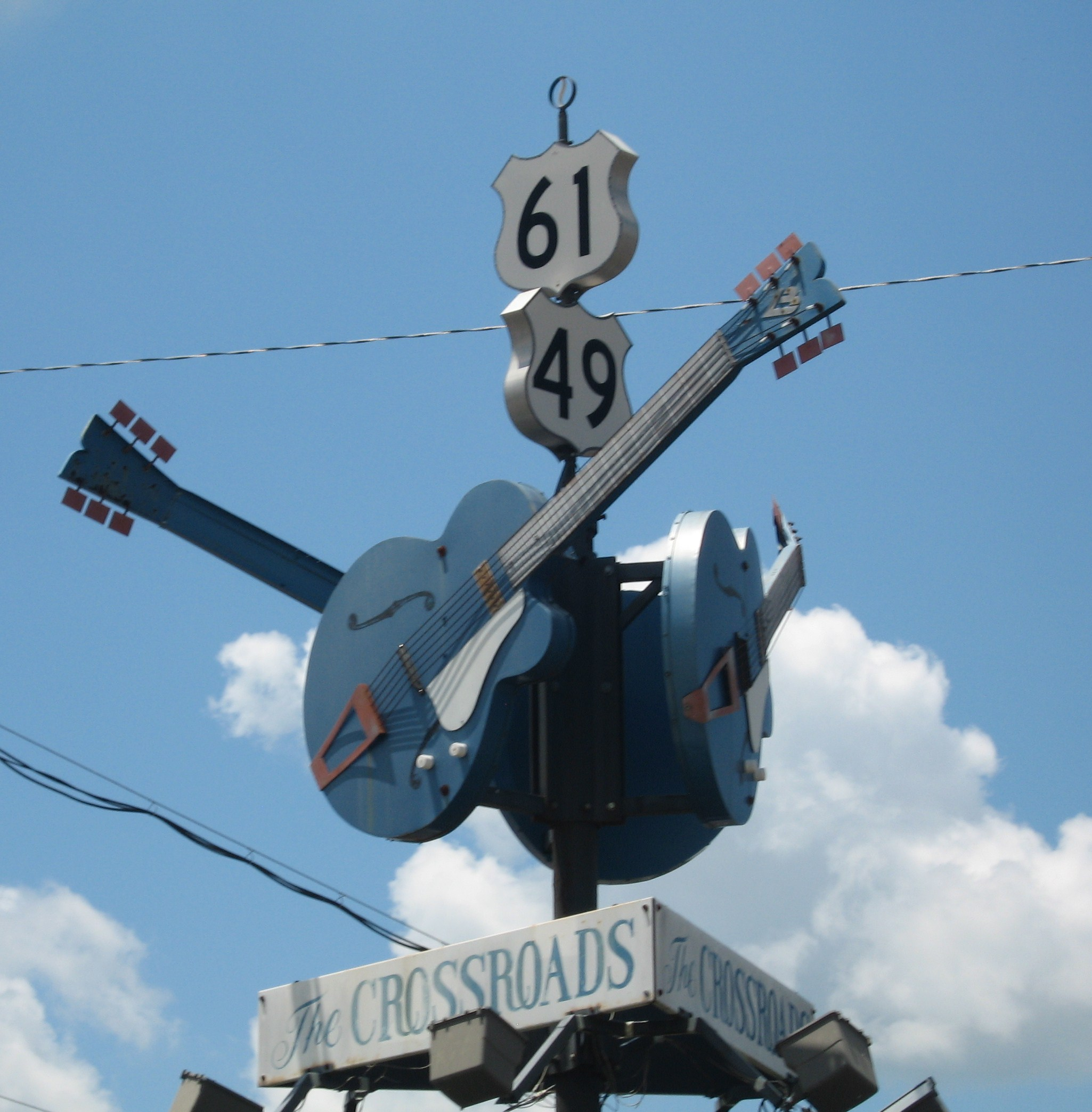
Het legendarische "Crossroads" bij Clarksdale waar Robert Johnson zijn ziel verkocht (Cross Road Blues).

De weg staat ook wel bekend als de Blues Highway omdat hij door het Mississippi Delta-gebied loopt, de geboortestreek van belangrijke bluesmuzikanten.
Het voormalige kruispunt van US 61 en US 49 in Clarksdale (North State Street en Desoto Avenue) is aangewezen als het beroemde kruispunt waar Robert Johnson volgens de legende zijn ziel aan de duivel zou hebben verkocht in ruil voor beheersing van de blues. De US 49 en US 61 rijden momenteel via een snelwegbypass door de stad. Op dit stuk snelweg stierf blueszangeres Bessie Smith op 26 september 1937 als gevolg van een auto-ongeluk.

### Tennessee
De US 61 loopt hier via Memphis, een andere belangrijke stad uit de muziekgeschiedenis, bekend van o.a. de  Memphis-soul en Memphis-blues. Naast Elvis Presley begonnen vele artiesten hier hun carriėre. Bij Memphis kruist de weg de Mississippi-rivier.

### Arkansas
US 61 loopt in Arkansas 122 km door deze staat, van West Memphis tot net ten noorden van Blytheville, vlak bij de grens met Missouri. 

### Missouri
In Missouri loopt de US 61 langs de westelijke kant van de rivier de Mississippi tussen Memphis, Tennessee en  in Iowa, en komt daarom nooit de staat Illinois binnen. Het stuk tussen St. Louis en St. Paul in Minnesota heet ook de "Avenue of the Saints". St. Louis wordt geassocieerd met blues, jazz en ragtime. St. Louis Blues in de versie van Bessie Smith met Louis Armstrong op kornet uit 1925 werd opgenomen in de "Grammy Hall of Fame" in 1993.

### Iowa
De US 61 komt bij Keokuk Iowa binnen en loopt door tot Dubuque, waar na het passeren van de Mississippi-rivier de weg vervolgt in Wisconsin.

### Wisconsin
Aan de overkant van de Mississippi loopt de US 61 over ongeveer 190 km noordwaarts door Wisconsin naar La Crosse.

### Minnesota
Binnen Minnesota gaat de weg verder noordwaarts naar La Crescent en volgt de rivier de Mississippi door het zuidoosten van Minnesota via de steden Winona, Lake City en Red Wing. Hij steekt de rivier over bij Hastings via de Hastings Bridge en vervolgt naar St. Paul bij Minneapolis en daarvandaan naar Duluth. De oude Highway 61 liep ten noorden van Duluth door naar de Canadese grens, maar sinds 1991 eindigt de weg bij ten noorden van Minneapolis gelegen stad Wyoming.
1 ·
2 ·
3 ·
4 ·
5 ·
6 ·
7 ·
8 ·
9 ·
10 ·
11 ·
12 ·
13 ·
14 ·
15 ·
16 ·
17 ·
18 ·
19 ·
20 ·
21 ·
22 ·
23 ·
24 ·
25 ·
26 ·
27 ·
28 ·
29 ·
30 ·
31 ·
32 ·
33 ·
34 ·
35 ·
36 ·
37 ·
38 ·
39 ·
40 ·
41 ·
42 ·
43 ·
44 ·
45 ·
46 ·
48 ·
49 ·
50 ·
51 ·
52 ·
53 ·
54 ·
55 ·
56 ·
57 ·
58 ·
59 ·
60 ·
61 ·
62 ·
63 ·
64 ·
65 ·
66 ·
67 ·
68 ·
69 ·
70 ·
71 ·
72 ·
73 ·
74 ·
75 ·
76 ·
77 ·
78 ·
79 ·
80 ·
81 ·
82 ·
83 ·
84 ·
85 ·
87 ·
89 ·
90 ·
91 ·
92 ·
93 ·
94 ·
95 ·
96 ·
97 ·
98 ·
99 ·
101 ·
131 ·
163 ·
199 ·
340 ·
400 ·
412 ·
425